# Чакинский сельсовет
Ча́кинский сельсовет — муниципальное образование со статусом сельского поселения в Ржаксинском районе Тамбовской области.
Административный центр — посёлок Чакино.

## История
В соответствии с Законом Тамбовской области от 17 сентября 2004 года № 232-З установлены границы муниципального образования и статус сельсовета как сельского поселения.

## Население
| 2010  | 2012  | 2013  | 2014  | 2015  | 2016  | 2017  |
| ----- | ----- | ----- | ----- | ----- | ----- | ----- |
| 3016  | ↘2957 | ↘2858 | ↘2791 | ↘2694 | ↘2649 | ↘2590 |
| 2018  | 2019  | 2020  | 2021  |       |       |       |
| ↘2526 | ↘2448 | ↘2383 | ↗2517 |       |       |       |

## Состав сельского поселения
| №  | Населённый пункт          | Тип населённого пункта          | Население |
| -- | ------------------------- | ------------------------------- | --------- |
| 1  | 1-е Чакино                | деревня                         | ↘80       |
| 2  | Вороновка                 | деревня                         | 39        |
| 3  | Жемчужный                 | посёлок                         | ↘719      |
| 4  | Ивановка                  | деревня                         | 47        |
| 5  | Маяк                      | посёлок                         | ↘184      |
| 6  | Ново-Александровка        | деревня                         | ↘48       |
| 7  | Тимофеевка                | село                            | ↘226      |
| 8  | Чакино                    | посёлок, административный центр | ↘727      |
| 9  | Чакинский сельхозтехникум | посёлок                         | ↘430      |
| 10 | Ярославка                 | село                            | ↘515      |

### Упразднённые населённые пункты
Деревня Ржаксо-Семёновка.